# Адарюков, Владимир Яковлевич
Влади́мир Я́ковлевич Адарюко́в (7 [19] июля 1863, Курск — 4 июля 1932, Москва) — русский, позднее советский искусствовед, библиограф

 и библиофил, музейный работник, литературовед, архивист.

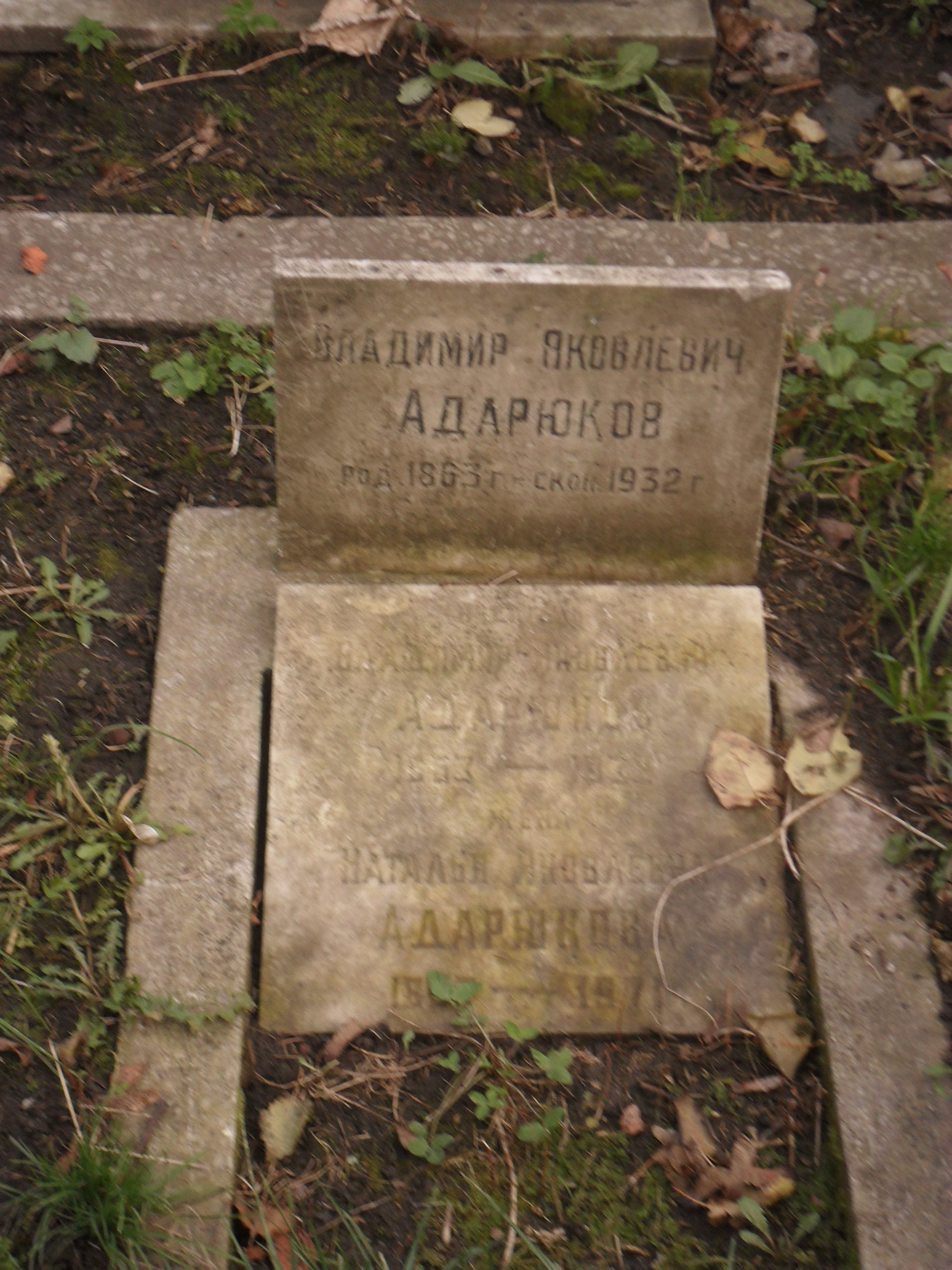
Могила Адарюкова на Новодевичьем кладбище Москвы.

Видный деятель российского библиотечного дела, исследователь книги и экслибриса. Автор книг. Учился в гимназии, впоследствии в Харьковском реальном училище. Окончил Константиновское военное училище (1884). Вольнослушатель на историко-филологическом факультете Варшавского университета (1888). Работал в отделе гравюр и рисунков Эрмитажа (1909—1914), историческом отделе Наркомпроса (1917—1918), отделе гравюр и рисунков Русского музея (1919—1920). С 1920 заведовал отделом русской гравюры Румянцевского музея в Москве, а после упразднения последнего перешёл в 1924 году в Государственный музей изящных искусств. Профессор Высших художественно-технических мастерских (вёл курс истории книги). Организатор архива Госиздата, член Комиссии по искусству книги (составитель Библиографии русских типографских шрифтов, М., 1924).
Действительный член Государственной академии художественных наук (ГАХН) (с 1922).

## Избранные публикации

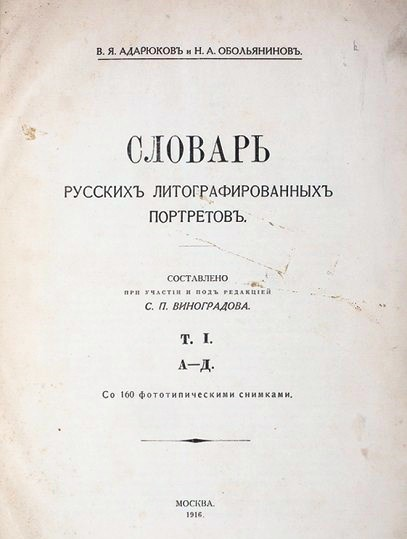
Титульный лист «Словаря русских литографированных портретов». 1916

- Адарюков В. Я. В мире книг и гравюр. Воспоминания. — М., 1926.; (переиздано: М., 1984).
- Адарюков В. Я. Указатель гравированных и литографированных портретов А. С. Пушкина. — М.: Гравюрный кабинет ГМИИ, 1926. — 36 с.
- Адарюков В. Я. Библиография русских типографских шрифтов. — М.: Гос. изд-во, 1924. — 106 с.
- Адарюков В. Я. Русский книжный знак [Текст] / В. Я. Адарюков; обл., тит. л. и украшения-гравюры на дереве Алексея Кравченко. — 2-е доп. и испр. изд. — М.: Среди коллекционеров, 1922 (7-я тип. «Моспечать» (б. Мамонтова)). — 91, [1] с.: ил.; 28 см
- Адарюков В. Я. Очерк по истории литографии в России / В. Я. Адарюков // Аполлон : художественно-литературный журнал. — СПб., 1912. — № 1. — С. 5—64.;
- Адарюков В. Я. Добавления и исправления к «Подробному словарю русских гравированных портретов» Д. А. Ровинского. — СПб., 1911.;
- Адарюков В. Я. Степан Филиппович Галактионов и его произведения / сост. В. Я. Адарюков. — СПб. : Кружок любителей рус. изящ. изд., 1910. — 79, [3] с., [7] л. ил. : ил.
- Адарюков В. Я., Обольянинов Н. А. Словарь русских литографированных портретов. — М.: Т-во тип. А. И. Мамонтова. 1916.